# 5 corpi senza testa
5 corpi senza testa (Strait-Jacket) è un film in bianco e nero del 1964, diretto da William Castle, considerato uno dei maestri del genere Horror di serie B.

## Trama
"Nata e cresciuta in campagna. Genitori contadini. Istruzione scarsa, ma intensamente donna e profondamente convinta di esserlo", questa la descrizione di Lucy Harbin fatta dalla figlia Carol nell'incipit della pellicola. Carol, da bambina, ha assistito all'assassinio del padre e dell'amante di lui per opera di Lucy, che ha sorpreso la coppia in flagrante e ne ha mozzato le teste e straziato i corpi a colpi di ascia.
Dopo l'efferato duplice delitto, Lucy viene internata in un manicomio, dal quale, trascorsi vent'anni dal suo ricovero, viene dimessa e mandata nella fattoria del fratello Bill Cutler e della cognata Emily. Con loro vive anche Carol, che è diventata una scultrice ed è fidanzata con Michael Fields, un giovane di famiglia benestante. Lucy tenta di riprendere un'esistenza normale, aiutata dall'affetto della figlia e dei parenti, ma il passato e gli incubi la tormentano. Anche l'ambiente della fattoria la mette a disagio, in particolare la figura di uno dei lavoranti, Leo Krause; Lucy è attratta, ma nello stesso tempo impaurita, dall'accetta di cui Krause si serve per decapitare i polli. Durante un giro di shopping in città con Carol, Lucy sente una vecchia filastrocca infantile nelle cui parole è rievocato il delitto da lei commesso, mentre Carol invece dichiara di non averla sentita. Una notte Lucy viene svegliata nella sua camera da un incubo e vede due teste mozzate sul cuscino accanto a sé. Accorsi alle sue urla di terrore, i parenti non trovano però nulla di anormale nella stanza. Questi episodi iniziano comunque a minare il fragile equilibrio emotivo di Lucy, nonostante Carol faccia di tutto per metterla a suo agio, regalandole abiti e accessori che ne ringiovaniscono l'aspetto fisico.
Lucy si dimostra anche restia a relazionarsi con chiunque e, durante il suo primo incontro con Michael, reagisce comportandosi in maniera chiassosa e volgare, arrivando addirittura a corteggiare in modo sfacciato l'imbarazzato giovane. Quando il Dottor Anderson, medico che ha avuto in cura Lucy per anni nella clinica psichiatrica, passa dalla fattoria per farle visita, si rende conto delle sue pessime condizioni psicologiche e ipotizza un suo ritorno all'ospedale, ma Lucy reagisce con una scenata isterica e fugge in stato confusionale. Prima di poter ripartire, il dottore viene ucciso e decapitato con un'accetta, mentre sta cercando Lucy in uno dei magazzini della fattoria. Carol comprende l'accaduto e, per proteggere la madre, nasconde l'auto del medico in uno dei capannoni della proprietà, ma le sue manovre sono notate da Leo Krause, che inizia a insospettirsi. Quando scopre il cadavere del medico nella cella frigorifera della fattoria, Krause viene a sua volta assassinato con le stesse modalità.
Nonostante i timori, Lucy è convinta da Carol a partecipare a una cena a cui lei e i suoi familiari sono invitati dai genitori di Michael. Durante la serata, la sospettosa signora Fields approfitta però di un momento di assenza degli altri ospiti per sottoporre Lucy a un serrato interrogatorio sul suo passato e sulle sue attuali condizioni di salute, tanto da indurla a fuggire in preda al panico. Mentre i parenti e Michael cercano Lucy nei dintorni, i coniugi Fields rimangono in casa ad attendere, ma anche il padre del ragazzo viene ucciso e decapitato nella sua camera da letto. Quando anche la signora Fields sta per essere aggredita subito dopo aver scoperto il cadavere del marito, Lucy interviene e, prima che si compia l'ennesimo delitto, riesce a fermare e a smascherare il vero assassino dopo una breve colluttazione. Si tratta di Carol, che ha commesso tutti e tre gli omicidi, abbigliata e truccata come la madre (con una maschera da lei stessa predisposta e con una parrucca e un abito identici a quelli che le due donne avevano da poco comprato insieme per Lucy). Carol, che non ha mai superato lo choc del brutale delitto a cui ha assistito da bambina e che prova un profondo sentimento di odio-amore verso la madre, ha pianificato di eliminare i coniugi Fields (possibile ostacolo al suo matrimonio con Michael), approfittando del ritorno di Lucy dal manicomio e organizzando l'omicidio in modo da far ricadere la colpa su di lei. Per rafforzare la messa in scena, Carol ha fatto in modo di avviare al momento opportuno la registrazione della filastrocca con un apparecchio nascosto nella propria borsetta, e ha modellato lei stessa le teste finte che ha poi sistemato nel letto di Lucy, togliendole prima dell'ingresso degli zii nella camera della madre terrorizzata.
Sconvolta dalla scoperta, Lucy torna alla fattoria dei Cutler e all'affetto di Bill e Emily. Non lascerà sola Carol al suo destino, ma le starà accanto il più possibile, cercando di colmare il vuoto dei vent'anni trascorsi lontano da lei.

## Curiosità
- Tutte le vittime nella vicenda, dal marito di Lucy al padre di Michael, muoiono in egual modo, cioè decapitate. Nei titoli di coda, il film ironizza sulla circostanza, quando nel logo della Columbia Pictures, la donna-simbolo della famosa casa produttrice viene rappresentata con la testa mozzata.
- Il breve ruolo di Frank, marito di Lucy, è interpretato dall'attore Lee Majors, qui alla sua prima apparizione cinematografica, il cui nome non è accreditato nei titoli del film.
- Il ruolo del Dottor Anderson è interpretato da un attore non professionista, Mitchell Cox, all'epoca vice presidente della Pepsi Cola, azienda di cui Joan Crawford era entrata a far parte all'epoca, grazie al suo matrimonio con il presidente Alfred Steele.